# Mike Darwin
Mike Darwin, właśc. Michael G. Darwin, znany też jako Michael Federowicz (ur. 26 kwietnia 1955 w Indianapolis) – był prezesem organizacji krionicznej Alcor Life Extension Foundation w latach 1983-88 i dyrektorem badawczym do 1992. Założyciel i prezes BioPreservation, Inc., oraz współtwórca, członek zarządu i Director of Research w 21st Century Medicine (firma zajmująca się badaniami w dziedzinie kriobiologii i intensywnej terapii) w latach 1993-99.

## Życiorys
Z powodu zainteresowania ewolucją i odrzucenia kreacjonizmu zyskał wśród szkolnych kolegów przydomek "Darwin". Krioprezerwacja organizmów fascynowała go od dziecka. W 1968, w wieku 12 lat, zamierzał wystąpić na festynie naukowym stanu Indiana z projektem "Suspended animation in Animals and Plants" (Zatrzymane czynności życiowe zwierząt i roślin). Marzył o zostaniu astronautą i zastosowaniu swoich badań do podróży kosmicznych. Jego zgłoszenie zostało zagubione, a projekt nigdy nie doczekał się oceny, jednak otrzymał honorową wzmiankę jako zadośćuczynienie. Na festynie dowiedział się, że dr James Bedford został poddany krioprezerwacji w Kalifornii. To był początek jego zainteresowania krioniką.
Federowicz skontaktował się z Cryonics Society of New York (CSNY) (Nowojorskie Stowarzyszenie Krioniczne) i otrzymał znaczącą ilość literatury od Saula Kenta, który zaczął czuwać nad szybko rozwijającymi się technicznymi umiejętnościami Michaela w dziedzinie krioniki. W wieku 17 lat Michael został poproszony przez Saula Kenta o poddanie krioprezerwacji pacjenta w CSNY. Wówczas okazało się, że zgromadzony przez niego prywatnie sprzęt krioniczny jest bardziej zaawansowany technologicznie, niż ten używany w CSNY do krioprezerwacji. Kiedy zaczął pracować jako technik dializy, Michael zaczął używać nazwiska "Darwin" w sprawach krioniki, aby nie narażać swojej kariery przez związek z krioniką.
W 1977 Darwin i Stephen Bridge założyli Institute for Advanced Biological Studies (IABS) w Indianapolis, który w 1982 połączył się ze zlokalizowaną wówczas w Kalifornii Alcor Life Extension Foundation. W latach 1983–88 Darwin był prezesem Alcor, a następnie w latach 1988-92 Research Director, po czym w 1992 opuścił Alcor. Około 50 byłych członków Alcor utworzyło organizację krioniczną CryoCare Foundation, która następnie się rozpadła. Założona przez Darwina firma BioPreservation, Inc. oferowała usługi transportu i perfuzji członkom CryoCare. Następnie w latach 1993-99 współtworzył i był członkiem zarządu i Director of Research w 21st Century Medicine.
Darwin był pierwszym pełnoetatowym badaczem w dziedzinie krioniki, pracując przez rok dla Alcor w latach 70.. W latach 80. Darwin współpracował z kardiochirurgiem z UCLA Jerrym Leafem oraz w latach 90. z lekarzem dr Stevenem B. Harrisem. Wspólnie stworzyli podwaliny dla współczesnych standardów i kluczowych technologii w dziedzinie krioniki.
Darwin jest wegetarianinem. Jego pies Mitzi jest poddany krioprezerwacji w Alcor.